# Hiptage platyptera
Hiptage platyptera är en tvåhjärtbladig växtart som beskrevs av Arenes. Hiptage platyptera ingår i släktet Hiptage och familjen Malpighiaceae. Inga underarter finns listade i Catalogue of Life.